# Paladi(II) chloride
Paladi(II) chloride, còn được gọi dưới cái tên là paladi dichloride hay paladơ chloride, là một hợp chất vô cơ có công thức hóa học PdCl2. PdCl2 là một chất khởi đầu phổ biến trong hóa học về nguyên tố paladi – các chất xúc tác dựa trên paladi cũng có giá trị đặc biệt trong tổng hợp hữu cơ. Nó được điều chế bằng cách chlor hóa paladi.

## Điều chế
Paladi(II) chloride được điều chế bằng cách hòa tan kim loại paladi trong nước cường toan hoặc acid chlorhydric với sự có mặt của chlor. Ngoài ra, nó có thể được điều chế bằng cách làm nóng kim loại paladi dạng xốp với khí chlor ở 500 ℃.

## Sử dụng
Ngay cả khi khô, paladi(II) chloride có thể nhanh chóng nhuộm màu thép không gỉ. Do đó, các dung dịch muối chloride của paladi(II) đôi khi được sử dụng để kiểm tra tính chống ăn mòn của thép không gỉ.
Paladi(II) chloride đôi khi được sử dụng làm chất thử carbon monoxide. Carbon monoxide tác dụng với paladi(II) chloride tạo thành paladi nguyên chất:
PdCl2 + CO + H2O → Pd + CO2↑ + 2HCl
PdCl2 cũng có thể được chuyển đổi thành hợp chất PdI2 có màu đỏ, hợp chất dùng để xác định được độ cô đặc của màu:
PdCl2 + 2KI → PdI2↓ + 2KCl
Paladi(II) chloride được sử dụng trong quá trình Wacker để sản xuất andehit và xeton từ anken.
Paladi(II) chloride cũng có thể được sử dụng làm hóa chất xăm các bạch cầu ở giác mạc.

## Hợp chất khác
- PdCl2 còn tạo một số hợp chất với NH3, như PdCl2·2NH3 là chất rắn màu vàng, tan ít trong nước. Đây là muối chứa NH3 được biết đến nhiều nhất của Pd(II). Monohydrat có màu vàng, nhưng tan được trong nước, không tan trong cồn. PdCl2·4NH3 cũng được biết đến, có màu trắng. Monohydrat tồn tại dưới dạng tinh thể hình thoi không màu, rất dễ tan trong nước, phân hủy ở 120 °C (248 °F; 393 K):

PdCl2·4NH3 → PdCl2·2NH3 + H2O + 2NH3↑
Phức Pd(NH3)4PdCl4 có màu đỏ nhạt, công thức viết gọn giống muối điamin.
- PdCl2 còn tạo một số hợp chất với N2H4, như PdCl2·N2H4 là chất rắn màu vàng cam[4] hay PdCl2·2N2H4 là tinh thể cam, có tính nổ.[5]
- PdCl2 còn tạo một số hợp chất với NH2OH, như PdCl2·2NH2OH xuất hiện ở hai dạng: một dạng là tinh thể hình kim dài, một dạng là bột, đều có màu vàng.[3]
- PdCl2 còn tạo một số hợp chất với CO(NH2)2, như PdCl2·2CO(NH2)2 là tinh thể màu nâu nhạt-vàng.[6]
- PdCl2 còn tạo một số hợp chất với CON4H6, như PdCl2·CON4H6 là chất rắn màu vàng sáng.[7]
- PdCl2 còn tạo một số hợp chất với CS(NH2)2, như PdCl2·4CS(NH2)2 là tinh thể đỏ[8], d = 1,98 g/cm³.[9]
- PdCl2 còn tạo một số hợp chất với CSN3H5, như PdCl2·2CSN3H5 là chất rắn màu vàng hoặc vàng nâu.[10]
- PdCl2 còn tạo một số hợp chất với CSN4H6, như PdCl2·2CSN4H6 là chất rắn màu vàng.[11]
- PdCl2 còn tạo một số hợp chất với CSeN3H5, như PdCl2·2CSeN3H5 là tinh thể màu đỏ nâu.[12]